# Fizi
Fizi ist eine afrikanische Stadt, etwa 400 Kilometer südlich des Äquators gelegen und befindet sich in der Demokratischen Republik Kongo in der Provinz Sud-Kivu.

## Geographie
Die Stadt Fizi befindet sich in einer bergigen Landschaft, etwa 10 Kilometer vom Nordwestufer des Tanganjikasees – Baie de Burton – entfernt und liegt bereits 430 Höhenmeter über dem Wasserspiegel des Tanganjikasees.
Fizi bildet das Verwaltungszentrum des gleichnamigen Territoriums Fizi mit 405.255 Einwohnern. Die einheimische Bevölkerung besteht aus den Volksgruppen der N'Gangya, Lùlenge, M'tambala, Tangani'a und Itombwe. Als bevorzugte Sprache wird von der Bevölkerung Swahili verwendet. Die Stadt Fizi hatte nach Schätzungen im Januar 2011 etwa 20.000 Einwohner und einer Fläche von 41.745 km².
Die durch eine Hauptstraße mit dem Grenzgebiet verbundene Stadt Fizi wurde zum militärischen Hauptquartier der 115. Brigade der Forces Armées de la République Démocratique du Congo (FARDC) bestimmt. Hintergrund für diese Entscheidung waren die seit den Bürgerkriegen in den Nachbarstaaten Burundi und Ruanda bestehenden ethnischen Konflikte in der dicht bevölkerten Region.

## Geschichte
Die Geschichte der Region ist geprägt von ständigen Wanderungen über 2000 Jahre hinweg, die Neuankömmlinge wurden dabei meist in die bestehende Bevölkerung assimiliert.

### Kolonialkrieg und Separatismus in den 1960er Jahren
Während der Unabhängigkeitskriege gegen die belgische Kolonialregierung bildete die östliche Grenzregion einen frühen Schwerpunkt der Rebellion. Fizi ist die Heimat des Laurent-Désiré Kabila, der in dieser Phase zu einem militärischen Anführer der kongolesischen Befreiungsbewegung wurde. Kurz nach der Entlassung Kongos in die Unabhängigkeit erklärte sich die südlich an Fizi angrenzende rohstoffreiche kongolesische Provinz Katanga unter Moïse Tschombé unabhängig – unterstützt von Belgien und Frankreich, die darin ein letztes Bollwerk gegen den als Kommunisten geltenden und bald ermordeten Premierminister Patrice Lumumba sahen.
Es begann ein blutiger Krieg, den die kongolesische Zentralregierung gewann.
Die verworrene Situation in Zentralafrika wollten auch die von Kuba unterstützen kongolesischen Revolutionäre nutzen. Eine als „Marquis“ bekannt gewordene Freischärlertruppe  bekämpfte nach dem Vorbild der schon im Nachbarland Kenia erfolgreichen Mau-Mau –  nach eigenen Angaben die europäischen Imperialisten. Sie wurden auch von Che Guevara, der 1965 im Kongo weilte, geschult und unterstützt. Che Guevara erkannte jedoch rasch, dass diese afrikanischen Guerillakämpfer mehr auf ihren eigenen Vorteil, als auf die Ziele der kommunistischen Weltrevolution bedacht waren.
Die „Marquis“ galten in den 1970er Jahren als eine der gefürchtetsten Paramilitärs in Afrika, sie überlebten im Busch nur durch zahllose Überfälle auf die Zivilbevölkerung und wurden dann von Warlords angeführt. Erst in der Mitte der 1980er Jahre wurde der Osten Kongos (zeitweise) durch Regierungstruppen zurückerobert.
Im September 1996 begann im Osten Zaires, angeheizt unter anderem durch Flüchtlingsströme aus Ruanda und Burundi, eine Rebellion unter Führung von Laurent-Désiré Kabila, die militärisch von Ruanda und Uganda unterstützt wurde. Die in den kleinen Nachbarstaaten Ruanda, Burundi und Uganda lebende Bevölkerung besteht mehrheitlich aus den Tutsi und Hutu, die auch in Ostkongo leben. Der als ethnischer Konflikt ausgetragene Bürgerkrieg destabilisierte erneut die Region.

### Massenvergewaltigungen 2011
In Fizi fand in der Nacht von 1. auf 2. Januar 2011 eine Massenvergewaltigung und Folterungen statt. Die UNO sprach von 35 bis 57 Opfern. Es wurde Daniel Kibibi Mutware, ein Offizier der 43. Sektion der kongolesischen Armee, beschuldigt, die Vergewaltigungen als Vergeltungsaktion für einen getöteten Soldaten befohlen zu haben und auch selbst beteiligt gewesen zu sein. Der Vorfall ist der größte Bekannte seiner Art, an dem Regierungstruppen beteiligt waren. Auslöser war laut UN-Berichten die Tötung des 29-jährige Faizi Kabiona durch einen Soldaten. Angeblich hatte sich dieser geweigert bei den Neujahrsfeiern „ein Liebestreffen mit einem Mädchen“ zu organisieren. Der Soldat sei von der Menge zu Tode gesteinigt worden, worauf die Truppe Rache übte. Der Offizier behauptete, er hätte seine Soldaten nicht mehr im Griff gehabt. Die Einwohner Fizis flüchteten komplett und kehrten erst Tage später zurück.
Am 21. Februar 2011 wurde Daniel Kibibi Mutware von einem Militärgericht zu 20 Jahren Haft verurteilt. Es handelte sich um den größten Prozess dieser Art bisher im Kongo. Mit Mutware wurden noch weitere drei Offiziere zu 20 Jahren verurteilt und weitere fünf zu kürzeren Haftstrafen. Das Gericht stellte fest, dass 62 Frauen vergewaltigt wurden und alle 150 Soldaten beteiligt waren.